# Red Bull 3Style
 (décembre 2019).
Si vous disposez d'ouvrages ou d'articles de référence ou si vous connaissez des sites web de qualité traitant du thème abordé ici, merci de compléter l'article en donnant les références utiles à sa vérifiabilité et en les liant à la section « Notes et références ».
Red Bull 3Style World DJ Championship (anciennement Red Bull Thre3style) est un championnat du monde de DJ organisé par Red Bull.

## Fonctionnement des Finales Nationales
Chaque DJ peut postuler en ligne pour participer au championnat. Six DJs de chaque pays participants au championnat sont sélectionnés par un jury et s'affrontent lors d'une finale nationale.
Tous les champions nationaux se rencontrent au Red Bull 3Style World Final pendant une semaine et s'affronte pour devenir Red Bull 3Style World Champion. 
Les champions nationaux sont répartis en poules, les vainqueurs de poules ainsi que les 2 meilleurs perdants s'affrontent pour le titre de champion du monde.

### WildCards
En 2012, le principe des WildCards (anciennement Lucky Bastid) est instauré. Les Wildcards sont des DJ issus d'un pays non organisateur de finales nationales. Ils sont choisis par un jury de DJs pour accéder directement aux Red Bull 3Style World Finals.

### Règles
Pour chaque étape, les DJ disposent de 15min pour impressionner le jury et doivent mixé au moins 3 genres de musique différents. 

### Critères
- Originalité : 40 %
- Technique : 25 %
- Sélection musicale : 20 %
- Réaction du public : 15 %[2]

### Jury
Le jury des finales nationales est composé de 2 ou 3 champions des années passées et d'un juge local. Le jury change pour chaque finale nationales. 

## Fonctionnement des Worlds Finals
Durant 1 semaine, les vainqueurs des finales nationales et les WildCards se rencontrent et s'affrontent lors de qualifiers. Les vainqueurs de ses qualifiers ainsi qu'un ou deux DJ repêchés par le jury (wildcards) s'affrontent lors de la grande finale pour le titre de Red Bull 3Style World Champion. 

### Jury
Le jury des Worlds Finals est composé de légendes du milieu.  On notera la présence récurrente de Skratch Bastid, DJ Carve, Jazzy Jeff, Nina Las Vegas. 

## Palmarès

### Liste des champions du monde
| Année     | Lieu      | Vainqueur                 |
| --------- | --------- | ------------------------- |
| 2010      | Paris     | Aleqs Notal (ex DJ Karve) |
| 2011      | Vancouver | Hedspin                   |
| 2012      | Chicago   | Four Color Zack           |
| 2013      | Toronto   | Shintaro                  |
| 2014      | Bakou     | Eskei83                   |
| 2015      | Tokyo     | DJ Byte                   |
| 2016-2017 | Santiago  | DJ Puffy                  |
| 2017-2018 | Cracovie  | Damianito                 |
| 2018-2019 | Taipei    | J. Espinosa               |
| 2018-2020 | Moscou    |                           |

### Red Bull 3Style I World DJ Championship
| N°          | DJ                             |
| ----------- | ------------------------------ |
| 1er         | Karve (Maintenant Aleqs Notal) |
| 2d          | Nedu Lopes                     |
| 3e          | DJ Drastik                     |
| 3e          | DJ Montes                      |
| Participant | DJ Santero                     |
| Participant | Chelis                         |
| Participant | DJ Dhago                       |
| Participant | DJ Iku                         |
| Participant | DJ M-Squared                   |
| Participant | DJ Scratch 22                  |

### Red Bull 3Style II World DJ Championship
Les championnats du monde ont débuté par 4 soirées de qualification. Les DJ se sont affrontés tour à  tour et les 4 gagnants ont été qualifiés pour la finale.
| Qualifiers 1   | Qualifiers 2   | Qualifiers 3 | Qualifiers 4 |
| -------------- | -------------- | ------------ | ------------ |
| Nedu Lopes     | Hedspin        | Bazooka      | Supa!        |
| DJ Perplex     | Roberto Moreno | DJ Pho       | DJ Byte      |
| Javier Rossell | DJ Dippy       | DJ 8Man      | DJ Spell     |
| FMC            | Bitcode        | DJ Big Al    | Thomas Young |
|                |                | DJ Ken K     | DJ Big Once  |

Au cours de ces 4 soirées, 2 WildCards ont été repêché par le jury pour accéder à la grande finale qui a couronné le DJ de Vancouver Hedspin. 
| N°        | DJ          |
| --------- | ----------- |
| 1er       | Hedspin     |
| 2d        | Bazooka     |
| 3e        | Nedu Lopes  |
| Finaliste | Supa!       |
| Finaliste | Bitcode     |
| Finaliste | DJ Big Once |

### Red Bull 3Style III World DJ Championship
Les championnats du monde ont débuté par 4 soirées de qualification. Les DJ se sont affrontés tour à  tour et les 4 gagnants ont été qualifiés pour la finale.
| Qualifiers 1   | Qualifiers 2    | Qualifiers 3    | Qualifiers 4 |
| -------------- | --------------- | --------------- | ------------ |
| D.Beam         | DJ Drummer      | DJ Shub         | DJ Nicco     |
| DJ Skip        | Four Color Zack | DJ Kostek       | DJ Pho       |
| Hernan Paredes | DJ DNS          | DJ Scizzorhands | DJ Twist     |
| Tha Cutt       | DJ Pandol       | DJ Bmau         | DJ 8Man      |
|                |                 | Nedu Lopes      | DJ Butcher   |

Au cours de ces 4 soirées, 2 WildCards ont été repêché par le jury pour accéder à la grande finale. Les 2 WildsCards se sont imposés en haut du podium et le DJ de Seattle, Four Color Zack, a remporté la couronne. 
| N°        | DJ              |
| --------- | --------------- |
| 1er       | Four Color Zack |
| 2d        | Nedu Lopes      |
| 3e        | DJ Drummer      |
| Finaliste | D.Beam          |
| Finaliste | DJ Nicco        |
| Finaliste | DJ Shub         |

### Red Bull 3Style IV World DJ Championship
Les championnats du monde ont débuté par 4 soirées de qualification. Les DJ se sont affrontés tour à  tour et les 4 gagnants ont été qualifiés pour la finale.
| Qualifiers 1  | Qualifiers 2 | Qualifiers 3   | Qualifiers 4        |
| ------------- | ------------ | -------------- | ------------------- |
| DJ Byte       | Eskei83      | Trentino       | Marquinhos Espinosa |
| Twist         | Undoo        | Acorn          | Bazooka             |
| RayRay        | Oli Dobolli  | DJ Inferno     | Vicky               |
| Lukas Canaves | Shintaro     | Adam Doubleyou | Laese               |
|               |              |                | Madfingaz           |

Au cours de ces 4 soirées, 2 WildCards ont été repêché par le jury pour accéder à la grande finale. C'est le natif d'Akita, Shintaro qui a remporte le titre. 
| N°        | DJ                  |
| --------- | ------------------- |
| 1er       | Shintaro            |
| 2d        | DJ Byte             |
| 3e        | Eskei83             |
| Finaliste | Marquinhos Espinosa |
| Finaliste | Bazooka             |
| Finaliste | Trentino            |

### Red Bull 3Style V World DJ Championship
Les championnats du monde ont débuté par 4 soirées de qualification. Les DJ se sont affrontés tour à  tour et les 4 gagnants ont été qualifiés pour la finale.
| Qualifiers 1   | Qualifiers 2 | Qualifiers 3 | Qualifiers 4     |
| -------------- | ------------ | ------------ | ---------------- |
| Carlo Atendido | DJ Cinara    | DJ Trayze    | Eskei83          |
| DJ FMC         | DJ Ren       | DJ Proßass   | Madfingaz        |
| DJ C-Sik       | Steppa-T     | DJ Monsta    | DJ Mickey        |
| DJ Bristep     | DJ Twist     | DJ Mario     | Lautaro Palenque |
|                | DJ Kapazunda | DJ Flip      | DJ Dejota        |

Au cours de ces 4 soirées, 2 WildCards ont été repêché par le jury pour accéder à la grande finale. Eskei83 remporte le titre cette à Bakou. 
| N°        | DJ             |
| --------- | -------------- |
| 1er       | Eskei83        |
| 2d        | DJ Flip        |
| 3e        | Carlo Atendido |
| Finaliste | DJ Trayze      |
| Finaliste | DJ Twist       |
| Finaliste | DJ Cinara      |

### Red Bull 3Style VI World DJ Championship
Les championnats du monde ont débuté par 5 soirées de qualification. Les DJ se sont affrontés tour à  tour et les 5 gagnants ont été qualifiés pour la finale.
| Qualifiers 1 | Qualifiers 2  | Qualifiers 3   | Qualifiers 4 | Qualifiers 5      |
| ------------ | ------------- | -------------- | ------------ | ----------------- |
| DJ Byte      | Charly Hustle | DJ Wiz         | Dan Gerous   | DJ Ride           |
| DJ Cinara    | Kut Real      | Carlo Atendido | DJ 69        | DJ Bomber Selecta |
| J. Espinosa  | DJ N.E.Z      | DJ VaZee       | DJ Tezz      | DJ Mr. Skin       |
|              | DJ Apirins    | DJ B=Ball      | Din Din      |                   |

Cette année là, une seule WildCard a été repêché par le jury pour accéder à la grande finale. Après 2 tentatives, DJ Byte remporte enfin le titre.
| N°        | DJ            |
| --------- | ------------- |
| 1er       | DJ Byte       |
| 2d        | J. Espinosa   |
| 3e        | DJ Wiz        |
| Finaliste | Dan Gerous    |
| Finaliste | DJ Ride       |
| Finaliste | Charly Hustle |

### Red Bull 3Style VII World DJ Championship
Les championnats du monde ont débuté par 4 soirées de qualification. Les DJ se sont affrontés tour à  tour et les 4 gagnants ont été qualifiés pour la finale.
| Qualifiers 1     | Qualifiers 2 | Qualifiers 3 | Qualifiers 4 |
| ---------------- | ------------ | ------------ | ------------ |
| JFB              | DJ Puffy     | You-Ki       | Beast Mode   |
| Diego Zapata     | DJ Stresh    | DJ N.E.Z     | DJ 69Beats   |
| DJ Abstract      | DJ A         | Busty Fingaz | DJ Trayze    |
| DJ J. Fitz       | Ches         | DinPei       | Flink        |
| Trapment         | DJ Cross     | DJ Jimmix    | Pro Zeiko    |
| Lautaro Palenque | DJ Delta     | DJ Flip      | DJ Ruse      |

Cette année là, une seule WildCard a été repêché par le jury pour accéder à la grande finale. Le championnat finalement été remporté par DJ Puffy qui était rentré dans la compétition en tant que WildCard aux côtés de Ches et JFB. La Barbade, l'Espagne et le Royaume-Uni n'accueillant pas de finales nationales cette année là.
| N°        | DJ         |
| --------- | ---------- |
| 1er       | DJ Puffy   |
| 2d        | Trapment   |
| 3e        | Beast Mode |
| Finaliste | JFB        |
| Finaliste | You-Ki     |

### Red Bull 3Style VIII World DJ Championship
Les championnats du monde ont débuté par 4 soirées de qualification. Les DJ se sont affrontés tour à  tour et les 4 gagnants ont été qualifiés pour la finale.
Les 3 WildsCards sélectionnés pour participer aux soirées de qualifications sont Beast Mode, Jus-Jay et DJ Cross. 
| Qualifiers 1 | Qualifiers 2 | Qualifiers 3  | Qualifiers 4        |
| ------------ | ------------ | ------------- | ------------------- |
| DJ Cam-B     | Diego Zapata | DJ Cross      | Ryan the DJ         |
| DJ Beats     | DJ Tim       | What Dat Frog | Marquinhos Espinosa |
| DJ Irie      | Damianito    | DJ Emess      | DJ Fad-R            |
| Jus-Jay      | DJ Rina      | DJ Talisa     | DJ Jimmix           |
| DJ 69Beats   | DJ Emii      | DJ Ease       | DJ Remake           |
| DJ Afro      | iNBiTuiN     | DJ Roxtar     | Beast Mode          |

Cette année là, une seule WildCard a été repêché par le jury pour accéder à la grande finale. C'est Damianito qui remporte la 8e édition du Red Bull 3Style. 
| N°        | DJ           |
| --------- | ------------ |
| 1er       | Damianito    |
| 2d        | DJ Cross     |
| 3e        | DJ Cam-B     |
| Finaliste | Ryan the DJ  |
| Finaliste | DJ Rina      |
| Finaliste | Diego Zapata |

### Red Bull 3Style IX World DJ Championship
Les championnats du monde ont débuté par 4 soirées de qualification. Les DJ se sont affrontés tour à  tour et les 4 gagnants ont été qualifiés pour la finale.
Les 3 WildsCards sélectionnés pour participer aux soirées de qualifications sont DJ Ride, Turne et O-One. 
| Qualifiers 1 | Qualifiers 2     | Qualifiers 3    | Qualifiers 4  |
| ------------ | ---------------- | --------------- | ------------- |
| DJ Hamma     | Trapment         | DJ Fummy        | J. Espinosa   |
| DJ Ride      | Lautaro Palenque | Praktyczna Pani | Ameeth Shah   |
| DJ NUTTY     | DJ Worm          | DJ Georgia      | DJ Morenno    |
| DJ Fisa      | DJ Beats         | DJ O-One        | Mark Thompson |
| Mr. Tone     | Mighty Atom      | DJ Turne        | Doc Trashz    |
| DJ Ronfa     | DJ Redef         | DJ Ondrash      | DJ Afro       |

2 WildCard a été repêché par le jury pour accéder à la grande finale en 2019. J. Espinosa remporte la 9e édition du Red Bull 3Style. 
| N°        | DJ          |
| --------- | ----------- |
| 1er       | J. Espinosa |
| 2d        | DJ Fummy    |
| 3e        | Trapment    |
| Finaliste | DJ O-One    |
| Finaliste | DJ Afro     |
| Finaliste | DJ Hamma    |

### Red Bull 3Style X World DJ Championship
| Qualifiers 1 | Qualifiers 2 | Qualifiers 3 | Qualifiers 4 |
| ------------ | ------------ | ------------ | ------------ |
|              |              |              |              |
|              |              |              |              |
|              |              |              |              |
|              |              |              |              |
|              |              |              |              |
|              |              |              |              |

| N°        | DJ |
| --------- | -- |
| 1er       |    |
| 2d        |    |
| 3e        |    |
| Finaliste |    |
| Finaliste |    |
| Finaliste |    |

## Statistiques
| Pays               | Champions | Vice-Champions | Troisièmes | Finalistes | Participations aux World Finals | Nombre total de participations |
| ------------------ | --------- | -------------- | ---------- | ---------- | ------------------------------- | ------------------------------ |
| États-Unis         | 2         | 1              | 0          | 4          | 2                               | 9                              |
| Canada             | 1         | 1              | 3          | 2          | 2                               | 9                              |
| Chili              | 1         | 1              | 1          | 1          | 4                               | 8                              |
| Japon              | 1         | 1              | 0          | 3          | 4                               | 6                              |
| Allemagne          | 1         | 0              | 1          | 1          | 3                               | 6                              |
| France             | 1         | 0              | 0          | 2          | 2                               | 5                              |
| Italie             | 1         | 0              | 0          | 0          | 2                               | 3                              |
| Barbade            | 1         | 0              | 0          | 0          | 1                               | 2                              |
| Brésil             | 0         | 3              | 0          | 2          | 4                               | 9                              |
| Belgique           | 0         | 1              | 0          | 0          | 3                               | 4                              |
| Irlande            | 0         | 1              | 0          | 0          | 0                               | 1                              |
| Suisse             | 0         | 1              | 2          | 1          | 4                               | 7                              |
| Australie          | 0         | 0              | 1          | 0          | 3                               | 4                              |
| Philippines        | 0         | 0              | 1          | 0          | 3                               | 4                              |
| Espagne            | 0         | 0              | 0          | 3          | 2                               | 5                              |
| Royaume-Uni        | 0         | 0              | 0          | 2          | 2                               | 4                              |
| Taiwan             | 0         | 0              | 0          | 1          | 5                               | 6                              |
| Azerbaïdjan        | 0         | 0              | 0          | 1          | 5                               | 6                              |
| Nouvelle-Zélande   | 0         | 0              | 0          | 1          | 3                               | 4                              |
| Colombie           | 0         | 0              | 0          | 1          | 2                               | 3                              |
| Portugal           | 0         | 0              | 0          | 1          | 1                               | 2                              |
| Afrique du Sud     | 0         | 0              | 0          | 1          | 1                               | 2                              |
| Jamaïque           | 0         | 0              | 0          | 1          | 1                               | 2                              |
| Suède              | 0         | 0              | 0          | 1          | 0                               | 1                              |
| Argentine          | 0         | 0              | 0          | 0          | 6                               | 6                              |
| Corée du Sud       | 0         | 0              | 0          | 0          | 6                               | 6                              |
| Pologne            | 0         | 0              | 0          | 0          | 5                               | 5                              |
| Pays-Bas           | 0         | 0              | 0          | 0          | 4                               | 4                              |
| Albanie            | 0         | 0              | 0          | 0          | 3                               | 3                              |
| Mexico             | 0         | 0              | 0          | 0          | 3                               | 3                              |
| Thaïlande          | 0         | 0              | 0          | 0          | 3                               | 3                              |
| Autriche           | 0         | 0              | 0          | 0          | 2                               | 2                              |
| Bolivie            | 0         | 0              | 0          | 0          | 2                               | 2                              |
| Inde               | 0         | 0              | 0          | 0          | 2                               | 2                              |
| Lettonie           | 0         | 0              | 0          | 0          | 2                               | 2                              |
| Liban              | 0         | 0              | 0          | 0          | 2                               | 2                              |
| Norvège            | 0         | 0              | 0          | 0          | 2                               | 2                              |
| Pérou              | 0         | 0              | 0          | 0          | 2                               | 2                              |
| République Tchèque | 0         | 0              | 0          | 0          | 2                               | 2                              |
| Bulgarie           | 0         | 0              | 0          | 0          | 1                               | 1                              |
| Croatie            | 0         | 0              | 0          | 0          | 1                               | 1                              |
| Danemark           | 0         | 0              | 0          | 0          | 1                               | 1                              |
| Indonésie          | 0         | 0              | 0          | 0          | 1                               | 1                              |
| Kazakhstan         | 0         | 0              | 0          | 0          | 1                               | 1                              |
| Kosovo             | 0         | 0              | 0          | 0          | 1                               | 1                              |
| Roumanie           | 0         | 0              | 0          | 0          | 1                               | 1                              |
| Russie             | 0         | 0              | 0          | 0          | 1                               | 1                              |
| Ukraine            | 0         | 0              | 0          | 0          | 1                               | 1                              |

## Liens Externes
- Site officiel